# Episothalma obscurata
Episothalma obscurata är en fjärilsart som beskrevs av W. Warren 1896. Episothalma obscurata ingår i släktet Episothalma och familjen mätare. Inga underarter finns listade i Catalogue of Life.